# Jacaranda acutifolia
Espèce
Classification phylogénétique
Jacaranda acutifolia  est une espèce de plantes à fleurs de la famille des Bignoniaceae. C'est un arbre originaire du Pérou.

## Remarque
Il est important de ne pas confondre Jacaranda acutifolia Humb. & Bonpl. avec Jacaranda acutifolia auct. non Humb. & Bonpl., un nom illégitime, synonyme de Jacaranda mimosifolia D.Don ; Jacaranda acutifolia Humb. & Bonpl. et Jacaranda mimosifolia D.Don ne sont pas synonymes.

### Jacaranda acutifoliaHumb. & Bonpl. (cette espèce)
- (en) GRIN : espèce Jacaranda acutifolia  Humb. & Bonpl.

### Jacaranda acutifoliaauct. non Humb. & Bonpl. (une autre espèce)
- (en) Catalogue of Life : Jacaranda acutifolia Humb. & Bonpl. (consulté le 7 avril 2023)
- (fr) Tela Botanica (Antilles) : Jacaranda acutifolia  (hort.)
- (fr + en) ITIS : Jacaranda acutifolia  auct. non Humb. & Bonpl. Non valide